# 9713 Oeax
9713 Oeax è un asteroide troiano di Giove del campo greco. Scoperto nel 1973, presenta un'orbita caratterizzata da un semiasse maggiore pari a 5,1722724 au e da un'eccentricità di 0,0551732, inclinata di 4,15932° rispetto all'eclittica.
L'asteroide era stato inizialmente battezzato 9713 Oceax per poi essere corretto nella denominazione attuale.
L'asteroide è dedicato a Eace, guerriero acheo.